# Horst-Rüdiger Schlöske
Horst-Rüdiger Schlöske (Berlino, 1º gennaio 1946) è un ex atleta tedesco, specialista dei 400 metri.

## Biografia
Gareggiando per la Germania Ovest, vinse tre medaglie con la staffetta 4×400 metri ai campionati europei: bronzo ad Atene 1969, oro a Helsinki 1971 e argento a Roma 1974.
Partecipò ai Giochi olimpici di Monaco di Baviera 1972 dove fu quinto nella gara dei 400 metri individuali e quarto con la staffetta.

## Palmarès
| Anno | Manifestazione     | Sede     | Evento                | Risultato | Prestazione | Note  |
| ---- | ------------------ | -------- | --------------------- | --------- | ----------- | ----- |
| 1969 | Campionati europei | Atene    | Staffetta 4×400 metri | Bronzo    |             |       |
| 1971 | Campionati europei | Helsinki | Staffetta 4×400 metri | Oro       |             |       |
| 1972 | Giochi olimpici    | Monaco   | 400 metri piani       | 5º        |             | [ 1 ] |
| 1972 | Giochi olimpici    | Monaco   | Staffetta 4×400 metri | 4º        |             | [ 2 ] |
| 1974 | Campionati europei | Roma     | Staffetta 4×400 metri | Argento   |             |       |